# 阿杜納蒂鄉
45°8′N 25°37′E / 45.133°N 25.617°E
阿杜納蒂鄉（羅馬尼亞語：Comuna Adunați, Prahova），是羅馬尼亞的鄉份，位於該國中南部，由普拉霍瓦縣負責管轄，面積23平方公里，海拔高度553米，2007年人口2,190，人口密度每平方公里96人。